# دوقلوها (فیلم ۱۹۲۵)
دوقلو (انگلیسی: Twins) یک فیلم به کارگردانی اسکات پمبروک و جو راک است که در سال ۱۹۲۵ منتشر شد. از بازیگران آن می‌توان به استن لورل اشاره کرد.